# 이인호 (군인)
이인호(李仁浩, 1931년 7월 2일~1966년 8월 11일)는 국군 해병대의 군인으로 월남전(베트남 전쟁)에 파병 및 참전 중 전사하였다.
경상북도 청도군 청도읍 고수리에서 출생한 그는, 한때 1934년 경상북도 월성군(경주읍)에서 유아기를 보냈으며, 1935년 이후부터는 경상북도 대구부에서 성장하였다. 대륜고등학교를 졸업하고 나서 한 2년간 동안 남산국교·경주국교 교사 등을 지내다가 그만두고 1953년 해군사관학교 11기(해병학반)로 진학하여 1957년 졸업(문학 학사 학위 취득)하였다.
1957년 2월, 해병대 소위로 임관하였으며, 1959년 2월 해병대 중위로 진급하였다. 그는 여러 부대를 거쳐 1961년 3월 당시에 해병대 대위로 진급하였으며, 1964년 해병대 1사단 수색중대장으로 근무하다가 베트남 전쟁에 청룡부대 3대대 5중대장으로 파병되었다. 해병대 청룡부대 3대대 정보참모장교 등으로 파병 및 참전하였으며 그저 전쟁의 승리만을 위하여 베트콩(베트민의 후예 가운데에서도 친소련 잔여 세력)을 토벌하려고 투이호아 지역에서 해풍 작전에서 동굴 탐색 중 베트콩이 아군의 중대원을 향해 수류탄을 던지자, 홀로 몸으로 덮쳐 산화하였다. 사후 해병 소령으로 특진되어 태극무공훈장이 추서되었다.
1966년 11월 1일, 미국 대통령 린든 B. 존슨으로부터 직접 은성 훈장이 추서되었다
1967년 3월 22일 경상남도 진해시 경화동 1105번지 소재 해군 교육사령부 부지 안에 추모 동상이 세워졌으며, 2005년 10월 9일 모교인 경상북도 대구의 대륜고등학교에도 추모 동상이 세워졌다.

## 주요 경력
- 1964년 해병대 제1사단(해룡부대)의 수색대대 예하 수색 중대장 등으로 복무 및 보직
- 1964년 국군 공수특전단(육군 제1공수특전여단)의 공수특전 위탁교육 과정 수료
- 1966년 해병대 제2여단(청룡부대)의 제3대대 정보참모장교로 월남전 참전
- 1966년 해풍작전 중 부하를 구하고자 결국 베트콩(친소비에트 성향의 베트민 세력의 남베트남 민족해방전선 족속의 찌꺼기)을 비롯한 적의 수류탄을 덮쳐 안고 산화
- 1966년 전사한 유해가 대한민국으로 회귀(유해 운구)되어 대한민국 태극무공훈장, 미(U.S.A.)의 은성 무공 훈장, 월남(남베트남 공화국)의 엽성 훈장 추서
- 1967년 해군사관학교 정문에 동상 건립

## 가족 관계
- 배우자: 이경자
- 자녀: 1남 1녀(맏딸, 막내아들)
- 막내아들: 이제욱(해사 40기 해병 중령)

## 같이 보기
- 베트남 전쟁
- 송서규
- 강재구
- 이원등
- 지덕칠